# Dôme du Goûter
Dôme du Goûter (4304 m n. m.) je hora v Montblanském masivu v Grajských Alpách. Jejím vrcholem prochází státní hranice mezi Francií (region Rhône-Alpes) a Itálií (region Valle d'Aosta). Horu traverzuje cesta hřebenem Bosses, jedna z výstupových cest na Mont Blanc, jehož vrchol se nachází 2 km na jihovýchod. Vrcholu je možno dosáhnout z chaty Refuge de Tête Rousse (3167 m n. m.) nebo z chaty Refuge del Goûter (3817 m n. m.).
První výstup na vrchol uskutečnili 17. září 1784 Jean-Marie Couttet a François Cuidet.

## Zázemí
V roce 2014 se otevřela horská chata Refuge du Goûter.Tato horská chata známá svým moderním stylem.Z chaty na vrchol Dome du Goûter je to asi dvě hodiny pěšky. Chata se nachází nad skálou a je vyrobena z oceli, dřeva a ve zhruba tvaru vejce.Starší přístřešek byl více základní, který seděl na ledu, zatímco nová budova má podpěry navrtané do skály.